# Festival Biarritz Amérique latine 2017
Le Festival Biarritz Amérique latine 2017, 26e édition du festival, s'est déroulé du 26 septembre au 1er octobre 2017.

## Déroulement et faits marquants
L'affiche est dévoilée en avril 2017. Pour cette édition, le festival Biarritz Amérique latine a reçu le label officiel « Année croisée France-Colombie ».
Le palmarès est dévoilé le 30 septembre 2017 : l'Abrazo d'or du meilleur film est remis à La Familia de Gustavo Rondón Córdova, le Prix du jury à Mariana  (Los Perros) de Marcela Said, une mention Spéciale à Les Bonnes Manières (As boas maneiras) de Marco Dutra et Juliana Rojas. Les Prix d'interprétation sont remis à Gabriela Ramos dans Últimos días en La Habana et Daniel Aráoz dans Una especie de familia. Le Prix du public est décerné à  Últimos días en La Habana de Fernando Pérez.
La fréquentation est supérieure à 35000 entrées.

## Jury

### Longs métrages
- Brontis Jodorowsky (président du jury), acteur, metteur en scène
- Elli Medeiros, chanteuse, actrice
- Bénédicte Couvreur, productrice
- Vincent Glenn, réalisateur, producteur, auteur

### Documentaires
- Stéphane Millière (président du jury), producteur
- Anna Glogowski
- Pierre-Alexis Chevit

### Courts métrages
- Aurélie Chesné (présidente du jury), programmatrice
- Nahuel Pérez Biscayart, acteur
- Clara Rousseau

### Syndicat Français de la Critique de Cinéma
- Nathalie Chifflet
- Patrice Carré
- Olivier Pélisson

## Sélection

### En compétition
- Les Bonnes Manières (As boas maneiras) de Marco Dutra et Juliana Rojas  Brésil
- El Candidato de Daniel Hendler  Uruguay  Argentine
- Hoy partido a las tres de Clarisa Navas  Argentine  Paraguay
- La defensa del dragón de Natalia Santa  Colombie
- La Familia de Gustavo Rondón Córdova  Venezuela (film d'ouverture)
- La soledad de Jorge Thielen Armand  Venezuela
- La vendedora de fósforos de Alejo Moguillansky  Argentine
- Mariana (Los Perros) de Marcela Said  Chili
- Últimos días en La Habana de Fernando Pérez  Cuba
- Una especie de familia de Diego Lerman  Argentine

### Film de clôture
- La fille alligator de Felipe Bragança  Brésil

### Hors compétition
- La telenovela errante de Raúl Ruiz et Valeria Sarmiento  Chili
- Las tinieblas de Daniel Castro Zimbrón  Mexique

### Hommage àVioleta ParraetÁngel Parra
- Violeta Parra, brodeuse chilienne (1965)
- Cantar con sentido (2016)
- Violeta más viva que nunca (2017)

### Un Nobel au cinéma -Gabriel García Márquez
- Del amor y otros demonios de Hilda Hidalgo  Colombie  Costa Rica
- Edipo alcalde de Jorge Alí Triana  Mexique
- Memoria de mis putas tristes de Henning Carlsen  Mexique  Danemark
- Tiempo de morir de Arturo Ripstein  Mexique
- Tiempo de morir de Jorge Alí Triana  Colombie

### Focus Colombie

#### Luis Ospina
- Un tigre de papel
- Todo comenzó por el fin

#### Víctor Gaviria
- Rodrigo D: No futuro
- La mujer del animal

#### Ciro Guerra
- L'Ombre de Bogota (La Sombra del caminante)
- L'Étreinte du serpent (El abrazo de la serpiente)

#### Oscar Ruíz Navia
- La Barra
- Epifanía

## Palmarès

### Longs métrages
- Abrazo du meilleur film : La Familia de Gustavo Rondón Córdova
- Prix du jury : Mariana  (Los Perros) de Marcela Said
- Mention Spéciale : Les Bonnes Manières (As boas maneiras) de Marco Dutra et Juliana Rojas
- Prix d'interprétation féminine : Gabriela Ramos dans Últimos días en La Habana
- Prix d'interprétation masculine : Daniel Aráoz dans Una especie de familia
- Prix du Syndicat Français de la critique de cinéma : La Soledad de Jorge Thielen Armand
- Prix du public : Últimos días en La Habana de Fernando Pérez